# Libuň
Libuň település Csehországban, a Jičíni járásban. Libuň Mladějov, Holenice, Rovensko pod Troskami, Jinolice, Újezd pod Troskami, Holín és Kněžnice településekkel határos. Lakosainak száma 817 fő (2024. január 1.).

## Népesség
A település lakosságának változását az alábbi diagram mutatja:
| Lakosok száma | 1081 | 1139 | 1116 | 811  | 755  | 742  | 812  | 795  | 770  | 817  |
|               | 1869 | 1890 | 1921 | 1950 | 1980 | 2001 | 2017 | 2019 | 2022 | 2024 |